# هاينز هالم
هاينز هالم (بالألمانية: Heinz Halm)‏.21 شباط / فبراير عام 1942 في اندرناخ) ألمانيا هو مستشرق ألماني معاصر مختص في شؤون الطوائف الإسلامية والشيعية كالاسماعيليين والإثني عشرية. 

## حياته
درس التاريخ والدراسات السامية في جامعة بون وحاز على لقب الدكتوراه.تلقى تعليمه في بون تحت اشراف أنا ماري شيمل. وعمل محاضرة لفترة وجيزة في جامعة السوربون. له عدة مؤلفات في الشؤؤون الإسلامية والشيعة وتاريخ العرب 